# تد بل (بازیکن فوتبال)
تد بل (انگلیسی: Ted Bell؛ زادهٔ ۲۳ دسامبر ۱۸۸۳) بازیکن فوتبال است.
از باشگاه‌هایی که در آن بازی کرده‌است می‌توان به باشگاه فوتبال ساندرلند اشاره کرد.